# The Nine
The Nine é um drama televisivo norte-americano que estreou em 4 de outubro de 2006 no canal ABC.
A série é exibida no Brasil pelo canal Warner Channel, com episódios inéditos todas as quartas às 20:00h. Também será exibida pelo SBT a partir de 28 de janeiro de 2008 às 3:00h. Em Portugal, foi transmitida pela RTP2 e AXN.
A série conta a história de 9 reféns (vivos) de um assalto ao banco mal sucedido em Los Angeles que durou 52h, nessas horas acontece algo que torna os 9 reféns até então desconhecidos em grandes amigos e com um mistério que envolve todos.

## Sinopse
Numa fatídica manhã, nove estranhos que estão num banco de Los Angeles acabam sendo feitos reféns por dois homens que anunciam um roubo que irá "durar apenas cinco minutos". Mas logo se descobre que o roubo ao banco deu terrivelmente errado. Uma equipe da SWAT invade o banco, resgata os reféns e captura os assaltantes, mas duas pessoas acabam mortas. Esses nove sobreviventes agora acabam juntos como uma família, enquanto eles entram novamente na vida um do outro após esse evento que mudou a vida deles para sempre. 

## Guia de episódios

### Primeira temporada
| #  | Título                   | Transmissão EUA | Transmissão Portugal - RTP2 AXN |
| -- | ------------------------ | --------------- | ------------------------------- |
| 1  | "Pilot"                  | 04/Out/2006     | 24/Out/2007                     |
| 2  | "Heroes Welcome"         | 11/Out/2006     | 31/Out/2007                     |
| 3  | "What's Your Emergency?" | 18/Out/2006     | 07/Nov/2007                     |
| 4  | "Brother's Keeper"       | 25/Out/2006     | 14/Nov/2007                     |
| 5  | "All About Eva"          | 01/Nov/2006     | 21/Nov/2007                     |
| 6  | "Take Me Instead"        | 08/Nov/2006     | 28/Nov/2007                     |
| 7  | "Outsiders"              | 22/Nov/2006     | 05/Dez/2007                     |
| 8  | "Turning Point*"         | 01/Ago/2007     | 12/Dez/2007                     |
| 9  | "You're Being Watched*"  | 08/Ago/2007     | 19/Dez/2007                     |
| 10 | "The Inside Man*"        | -               | 02/Jan/2008                     |
| 11 | "Man of the Year*"       | -               | 09/Jan/2008                     |
| 12 | "Legacy*"                | -               | 16/Jan/2008                     |
| 13 | "Confessions*"           | -               | 23/Jan/2008                     |

+ - previsão
(*) Estes episódios foram emitidos entre os meses de agosto e setembro, embora a estação ABC cancelou a sua transmissão. Encontram-se disponível no iTunes e no site ABC.com desde 24 de setembro de 2007.